# HD 17926
HD 17926，又名CD-31 1148，SAO 193951、HR 858，是一颗恒星，视星等为6.4，位于銀經228.14，銀緯-63.47，其B1900.0坐标为赤經2h 47m 43.1s，赤緯-31° -63.47′ 42″。